# Esterházy (Beilage)
Esterházy bezeichnet eine Beilage aus Porree (Lauch), Sellerie und Karotten (Möhren). Die beiden Letzteren werden geschält und nach Julienne geschnitten, während der Porree zuerst in Stücke der Länge der ersteren Zutaten geteilt, gewaschen und in dünne Streifen geschnitten wird. Durch Zusammengeben in einer Pfanne mit geschmolzener Butter wird die Beilage angegart und kurz vor dem Servieren des Bratens (Hauptbestandteil des Essens) in dessen Sauce zugegeben.